# Râul Micești
Râul Micești este un râu afluent al Râului Doamnei.

## Hărți
- Harta Județul Argeș